# 1º Comando delle forze di difesa
Il 1º Comando delle forze di difesa (1º COMFOD) dell'Esercito Italiano è stato un demoltiplicatore del Comando delle Forze Operative Terrestri nel quale era inquadrato. La sede del 1º COMFOD era a Vittorio Veneto in provincia di Treviso.

## Storia
Il 1º COMFOD era stato costituito il 1º ottobre 1997 nell'ambito dei provvedimenti connessi con l'attuazione del Nuovo modello di difesa, raccogliendo l'eredità del 5º Corpo d'armata.

### Organico nel 1997
Al momento della sua costituzione il 1º COMFOD aveva la seguente fisionomia organica:
- Brigata di cavalleria "Pozzuolo del Friuli"
- Brigata meccanizzata "Centauro" - stanziata a Novara
- Brigata corazzata "Ariete"

Supporti Tattici e Logistici (Vittorio Veneto TV)
- Reparto Comando 1° FOD stanziato a Vittorio Veneto (TV)
- 1º Reggimento "San Giusto" stanziato a Trieste
  - 1º Battaglione fanteria addestramento Reclute "San Giusto" stanziato a Trieste
- 7º Reggimento "Cuneo" stanziato a Udine
  - 7º Battaglione fanteria incorporazione Leva "Cuneo" stanziato a Udine
- 11º Battaglione "Casale" stanziato a Casale Monferrato (AL)
- 3º Reggimento genio guastatori stanziato a Udine
- 3º Battaglione Genio Guastatori "Verbano" stanziato in provincia di Udine
- 7º Reggimento Trasmissioni stanziato a Sacile (PN)

### Dal 2000 al 2013
Alla fine del 2000 con la riconfigurazione del Comando delle forze operative di proiezione, il 1º COMFOD ha accolto nel suo organico le Brigata paracadutisti "Folgore" e la Brigata aeromobile "Friuli".
Nel 2002 il 1° FOD perdeva la Brigata meccanizzata "Centauro", che quadro del processo di riordinamento dell'Esercito Italiano verso il modello professionale e di un processo di riduzione del numero delle Brigate, non essendo stata la "Centauro" inserita tra le Grandi Unità che avrebbero dovuto inquadrare personale volontario, aveva subito una progressiva riduzione del personale di leva e cominciato a cedere ad altre Brigate i reggimenti per i quali è invece prevista l'alimentazione con personale volontario, fino ad essere sciolta definitivamente nel 2002 a Novara. Nel gennaio dello stesso anno nel quadro del processo di riordinamento era stato costituito a Vittorio Veneto, presso il 1* FOD, il Comando Divisione "Mantova" destinato ad operare in operazioni fuori area nell'ambito della gestione di crisi internazionali, che nell'ottobre 2005 ha conseguita la Full Operating Capability ovvero la Piena Capacità Operativa e nel settembre 2006 è stato riconfigurato all'interno del 1º Comando Forze di Difesa, come comando di proiezione senza forze assegnate, pronto ad essere enucleato per esercitazioni e/o operazioni,
La fisionomia organica del 1* COMFOD divenne pertanto la seguente:
- Comando Divisione "Mantova"
- Brigata corazzata "Ariete"
- Brigata di cavalleria "Pozzuolo del Friuli"
- Brigata aeromobile "Friuli"
- Brigata paracadutisti "Folgore"

Con la nuova configurazione la Brigata di cavalleria "Pozzuolo del Friuli" acquisiva anche capacità anfibie avendo acquisito nei suoi ranghi il Reggimento lagunari "Serenissima" che faceva anch'esso parte del COMFOP.
Nel luglio 2013, con lo scioglimento del 1º Comando Forze di Difesa di Vittorio Veneto nell'ambito della revisione dello strumento militare nazionale la Divisione "Mantova" è stata trasferita a Firenze e rinominata Divisione "Friuli" dal Capo di Stato Maggiore dell'Esercito per ragioni storiche, in quanto sin dai primi anni del secondo dopoguerra fino al 1991 il capoluogo toscano aveva ospitato il comando della "Friuli". La nuova riorganizzazione ha visto la separazione delle funzioni territoriali, attribuite al COMFODIN, da quelle operative, attribuite alla Divisione "Friuli".
Con la riorganizzazione del 2013 la Brigata paracadutisti "Folgore" è passata alle dirette dipendenze del COMFOTER, mentre le rimanenti tre brigate sono state inquadrate nella Divisione "Friuli".